# Piestrzyca czarna

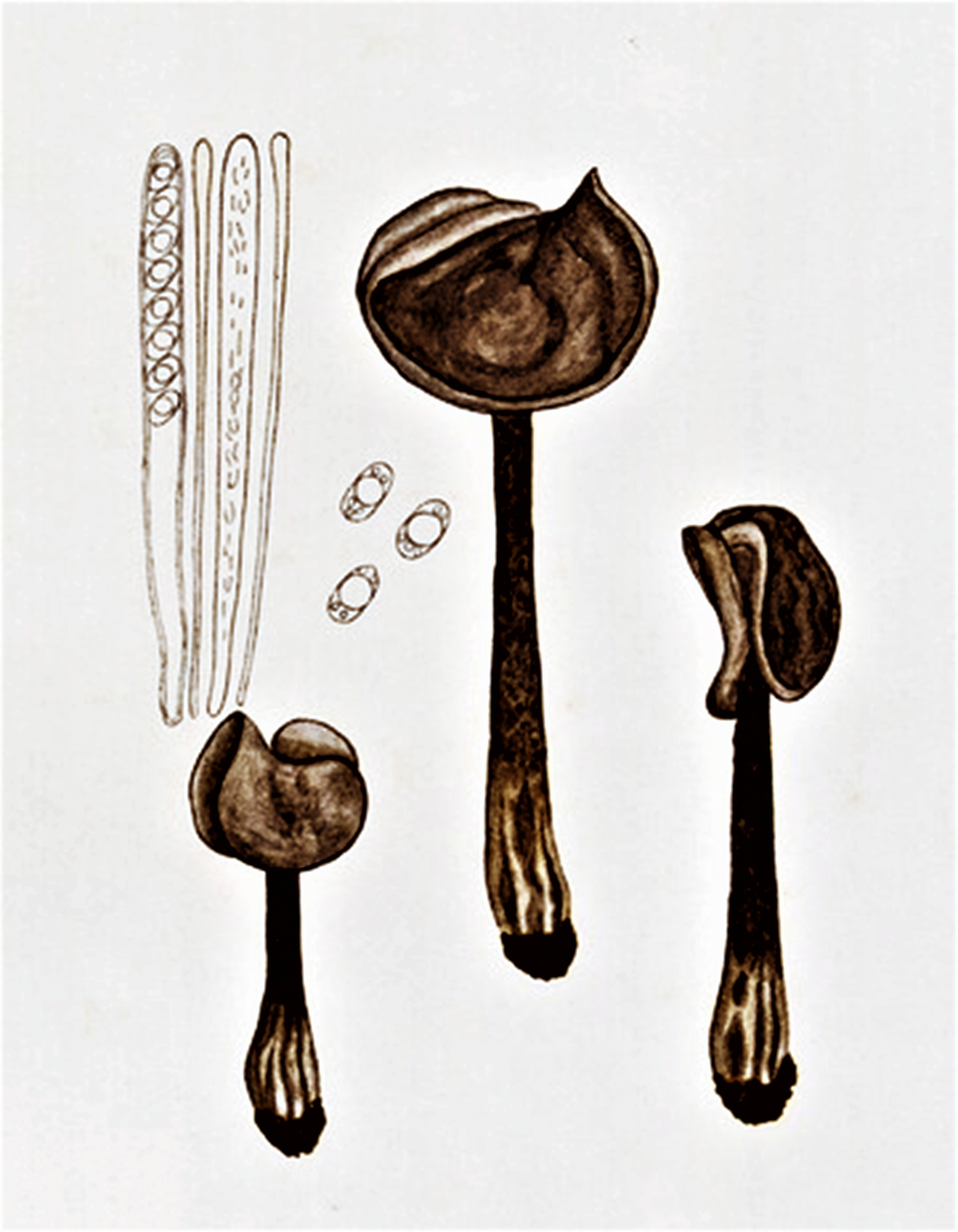

Piestrzyca czarna (Helvella atra J. König) – gatunek grzyba z rodziny piestrzycowatych (Helvellaceae).

## Systematyka i nazewnictwo
Pozycja w klasyfikacji według Index Fungorum: Hebvella, Helvellaceae, Pezizales, Pezizomycetidae, Pezizomycetes, Pezizomycotina, Ascomycota, Fungi.
Po raz pierwszy takson ten opisał w 1770 r. Johann Gerhard König i jest do tej pory obowiązująca. Synonim: Leptopodia atra (J. König) Boud.
Polską nazwę podaje praca M.A. Chmiel z 2006 r.

## Morfologia
Owocnik
Gatunek ten jest bardzo zmienny pod względem wielkości. Owocniki o wysokości do 8 cm, składające się z siodłowato wygiętego kapelusza i trzonu. Kapelusz ma średnicę od 0,5 do 3 cm, wysokość od 0,5 do 2 cm i zwykle składa się z dwóch wywiniętych do góry płatów. Ich płodna (hymenialna) powierzchnia zewnętrzna jest szarobrązowa lub czarna, sterylna powierzchnia wewnętrzna jest nieco jaśniejsza. Trzon ma średnicę od 3 do 8 mm i jest nieco pogrubiony u podstawy, długość od 4 do 8 cm, jest szarobrązowy, zwykle z wieloma płytkimi bruzdami.
Cechy mikroskopowe
Worki 8-zarodnikowe o wymiarach 250 × 17 μm. Parafizy cylindryczne, o średnicy 4–7,5 μm, lekko nabrzmiałe przy wierzchołkach. Zarodniki elipsoidalne, gładkie, szkliste, 16–19 × 10–13μm.
Gatunki podobne
Piestrzyca zatokowata (Helvella lacunosa) ma również szaro-brązowy lub czarny kapelusz, ale można ją łatwo odróżnić od piestrzycy czarnej dzięki masywniejszemu i głęboko żłobkowanu trzonowi. Piestrzyca giętka (Helvella elastica) odróżnia się ma beżowym i mniej kanciastym kapeluszem i białawym trzonem.

## Występowanie i siedlisko
Piestrzyca czarna występuje w Ameryce Północnej, Europie i Azji. W Europie jest szeroko rozprzestrzeniona i podano wiele jej stanowisk od Morza Śródziemnego po archipelag Svalbard na Morzu Arktycznym. M.A. Chmiel w 2006 r. przytoczyła liczne stanowiska tego gatunku w Polsce.
Występuje na ziemi i na spróchniałym drewnie. Występuje w lasach, jest saprotrofem, ale być może tworzy też mykoryzę z drzewami. Jest grzybem niejadalnym, a być może nawet trującym.